# Estercuel
Estercuel település Spanyolországban, Teruel tartományban. Estercuel Alloza, Alcaine, Oliete, Crivillén, Gargallo, Cañizar del Olivar, Torre de las Arcas és Obón községekkel határos. Lakosainak száma 203 fő (2024).

## Népesség
A település népessége az utóbbi években az alábbiak szerint változott:
| Lakosok száma | 332  | 314  | 262  | 267  | 259  | 230  | 223  | 203  | 205  | 203  |
|               | 2001 | 2004 | 2007 | 2009 | 2012 | 2014 | 2017 | 2019 | 2022 | 2024 |